# FC Dinamo Barnaúl
El FC Dinamo Barnaul (del ruso: ФК «Динамо-Барнаул») es un club de fútbol ruso de la ciudad de Barnaúl, fundado en 1957. El club disputa sus partidos como local en el estadio Dinamo y juega en la Segunda División de Rusia, el tercer nivel en el sistema de ligas ruso.

## Historia
Entre 1957—1959 el equipo fue conocido como «Urozhay»; entre 1960—1968 se renombró «Temp» y en 1969 adoptó su denominación actual, «Dinamo».
En 1957, a propuesta del Comité Central del Komsomol y la empresa Urozhay, fue presentada una propuesta al gobierno regional para crear en Barnaúl un equipo de fútbol con Vasiliya Fomicheva como entrenador. El 2 de junio de 1957 se fundó oficialmente el «Urozhay» Barnaúl.
Desde 1960 el equipo fue conocido como «Temp». El club ganó en el torneo zonal de clase "B" en 1963 y 1964 respectivamente. En 1969, el equipo de fútbol líder en deportes de Altái, se unió a la sociedad deportiva «Dinamo». Los jugadores tenían, así, más oportunidades de educación y capacitación laboral, ya que todos los clubes «Dinamo» tenían su propio estadio y otras instalaciones deportivas.
En la Primera Liga Soviética (segunda división del fútbol soviético), el Dinamo, bajo la dirección de F. Kaminski acabó en 1973 en segundo lugar, y en 1974, la mejor temporada de su historia, ganó el torneo zonal. En 1980 el equipo volvió a ganar el torneo zonal bajo la dirección de S. Fomicheva.
El equipo fue incluido en 1981 en la zona 4, donde se encontraba el Dinamo junto a otros equipos de los Urales, como el Ural Sverdlovsk Oblast o el Zvezda Perm. Sin embargo, una vez más, el Dinamo Barnaúl se convirtió en el campeón de su grupo. Al final de la temporada 1989, el Dinamo acabó en tercera posición por detrás del Irtysh Omsk y el Zvezda Irkutsk.
Desde 1992 el Dinamo Barnaúl participa en el Campeonato de Fútbol de Rusia. Su mejor temporada fue en 2008, cuando el equipo disputó la Primera División de Rusia, el segundo nivel de ligas del fútbol ruso, pero descendió a la Segunda División de Rusia al final de esa misma temporada.

## Estadio

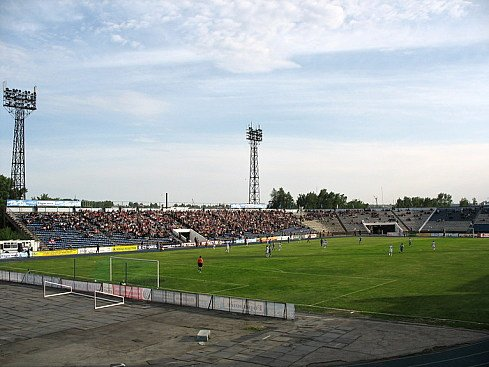
El estadio Dinamo durante un partido del equipo.

El equipo disputa sus partidos como local en el estadio Dinamo, que se encuentra en el área central de la ciudad de Barnaúl, entre la calle Nikitin y las avenidas Lenin y Komsomolsk (calle Nikitina, 55). La capacidad total del estadio es de 16 000 espectadores.
El estadio fue construido en 1927, pero en 1940-1941 se sometió a una reconstrucción: se construyeron gradas para los espectadores, un nuevo terreno de juego y una pista de atletismo. En 1960 se realizó otra reconstrucción, mejorándose el drenaje, vestuarios, duchas, sala de árbitro y se construyó un campo de entrenamiento, pistas de tenis y la iluminación artificial.